# Jana Lichnerová
Jana Lichnerová (Bratislava, 15 luglio 1976) è un'ex cestista slovacca.

## Carriera
È stata selezionata dalle Minnesota Lynx al quarto giro del Draft WNBA 2000 (54ª scelta assoluta).
Con la Slovacchia ha disputato i Giochi olimpici di Sydney 2000, due edizioni dei Campionati europei (2001, 2003).